# الأربعين (دمياط)
الأربعين هي إحدى قرى مركز فارسكور التابع لمحافظة دمياط بجمهورية مصر العربية.